# Pratap Chandra Chunder
Pratap Chandra Chunder (ur. 1 września 1919 w Kalkucie, zm. 1 stycznia 2008 tamże) – indyjski polityk, pedagog.
W latach 1977–1979 był ministrem edukacji w rządzie premiera Morarji Desai.